# Calcio in Libano
Il calcio è lo sport più popolare in Libano, dove è governato dalla locale federazione calcistica.
Introdotto nel paese alla fine del XIX secolo, divenne particolarmente diffuso tra insegnanti e studenti delle scuole cristiane. La Federazione calcistica del Libano, costituita nel 1933, fu uno dei primi enti calcistici amministrativi del Medio Oriente, mentre la nazionale libanese di calcio debuttò ufficiosamente nel 1935 e ufficialmente, in modo riconosciuto dalla FIFA, nel 1940.
I club più sostenuti del paese sono l'Ansar e il Nejmeh, con l'Al-Ahed che ha raccolto sempre maggiore popolarità e successi dal 2008.

## Storia

### La nascita del calcio libanese
Il calcio in Libano è stato introdotto dalle classi più istruite. Praticato per la prima volta da insegnanti stranieri presso l'Università americana di Beirut (AUB) alla fine del XIX secolo, il calcio crebbe rapidamente in popolarità con l'immigrazione di armeni in Libano durante il mandato francese. Il calcio era visto come un'attività d'élite e veniva giocato principalmente nelle scuole cristiane.

Nel 1931 Khalil Hilmi, un membro di Riyadi Beirut, tentò di formare una federazione. Tuttavia, la proposta fallì poiché il Nahda si oppose alla sua formazione. Il 22 marzo 1933, i rappresentanti di tredici club di calcio si riunirono nel distretto di Minet El Hosn a Beirut per formare la Federazione calcistica del Libano (LFA), il cui primo presidente fu Hussein Sejaan. L'organismo si unì alla FIFA nel 1936 e alla AFC nel 1964. Il Libano fu una delle prime nazioni del Medio Oriente a istituire un organo amministrativo per il calcio. La Prima Divisione fu avviata l'anno successivo alla costituzione della federazione: il Nahda ne vinse la prima edizione.

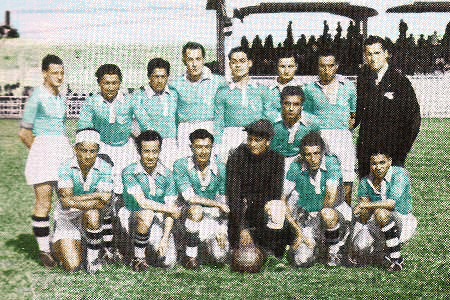
Il alla partita inaugurale dello stadio municipale di Beirut, nel 1935.

Le attività della squadra nazionale libanese iniziarono l'anno successivo, nel 1935. L'undici di Beirut, in rappresentanza del Libano, giocò una partita contro i rumeni del CA Timișoara (TAC), un incontro non ufficiale che è considerata la prima partita della squadra nazionale libanese. La prima partita ufficiale del Libano riconosciuta dalla FIFA coincise con una sconfitta per 5-1 contro il Mandato britannico della Palestina il 27 aprile 1940, con Camille Cordahi che segnò il primo gol internazionale del Libano.

### Gli sviluppi

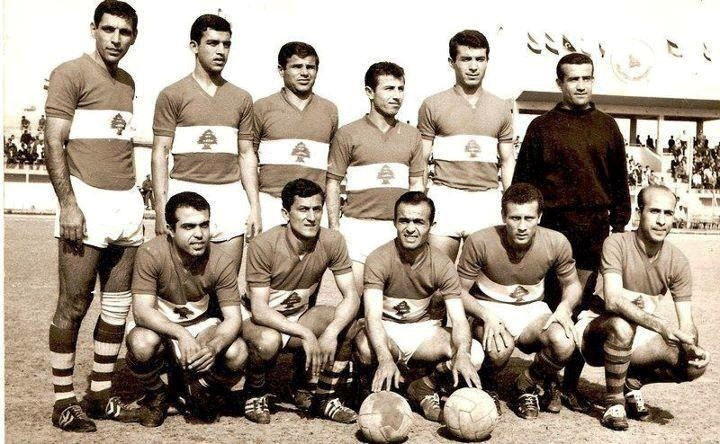
La nazionale libanese nella Coppa araba 1966.

La maggior parte dei club libanesi sono nati sulla base della comunità religiosa di appartenenza, come il Sagesse, che è un club cristiano maronita, e l'Ansar che ha una tifoseria musulmana sunnita. Sorse una rivalità tra l'Ansar e un altro club di Beirut, il Nejmeh: le due squadre disputano il cosiddetto derby di Beirut, la partita di calcio più seguita nel Libano.
Tra il 1940 e gli anni '60, club di origine armena quali l'Homenetmen e l'Homenmen furono i più importanti nella scena calcistica libanese: le due squadre si aggiudicarono in totale 11 titoli in 16 stagioni dal 1943 e al 1969.
Tra gli anni 60 e il 1975 il calcio libanese era al suo apice, con il Nejmeh che addirittura batté l'Ararat, campione dell'URSS, nel 1974. Nel 1975, una settimana prima della guerra civile libanese, il giocatore brasiliano Pelé giocò una partita amichevole con la maglia del Nejmeh contro una squadra All stars della lega libanese, segnando due gol che però non furono inclusi nel conteggio ufficiale delle sue marcature in carriera. Il giorno della partita ben 40 000 spettatori erano allo stadio fin dal primo mattino per assistere alla partita. Dal 1975 al 1990 la guerra civile rese impossibile praticare il calcio.

### Periodo post-guerra civile

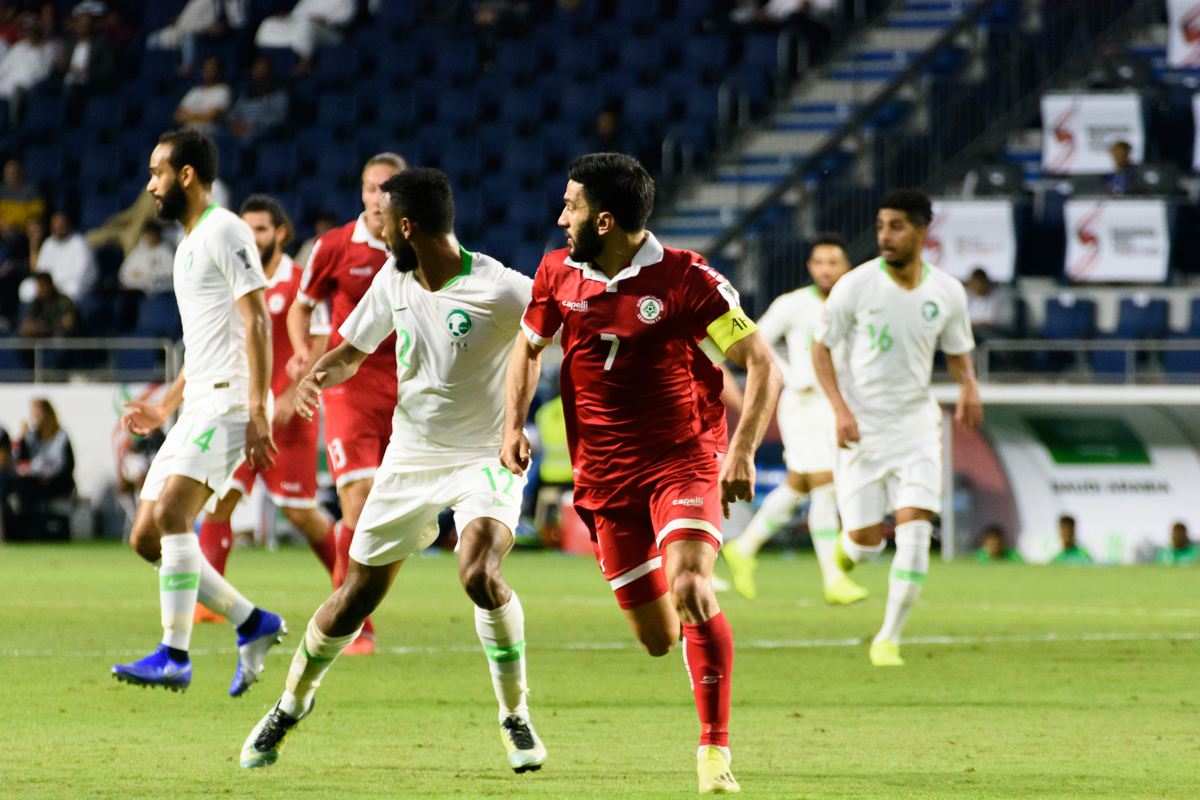
Il Libano durante la partita della Coppa d'Asia 2019 contro l'Arabia Saudita.

Dopo la guerra civile, giovani provenienti da famiglie di basso reddito iniziarono a far parte di squadre di calcio, in particolare nelle aree sunnite e sciite impoverite. Dal 1988 al 1999 l'Ansar stabilì un primato mondiale, vincendo 11 titoli nazionali consecutivi.
Il Libano ospitò la Coppa d'Asia 2000, in occasione della quale la nazionale di casa si piazzò ultima nel proprio girone con soli due punti. Dal 2000 il Nejmeh divenne la forza dominante in Libano, vincendo cinque titoli su nove fino al 2009. Nel 2005 raggiunsero la finale della coppa dell'AFC, diventando la prima squadra libanese a farlo. Persero in finale contro l'Al-Faisaly 4-2. Negli anni 2010, l'Al-Ahed, che aveva precedentemente vinto solo un campionato, si aggiudicò sei titoli.
Dopo aver vinto la Prima Divisione 2018-2019, l'Ahed si laureò campione della lega per tre volte consecutive, un'impresa compiuta in precedenza solo un'altra volta, dall'Ansar nel 1992. Nel 2018 la squadra nazionale si qualificò per la prima volta ad una fase finale di un torneo di rilievo, la Coppa d'Asia 2019. Nella fase a gironi il Libano vinse per 4-1 la terza partita, il 17 gennaio 2019 contro la Corea del Nord, mancando di poco la qualificazione alla fase ad eliminazione diretta per via della regola del fair-play, che avvantaggiò il Vietnam.

## Competizioni nazionali

### Lega
- Prima Divisione
- Seconda Divisione
- Terza Divisione
- Quarta Divisione
- Quinta Divisione

### Coppa
- Coppa di Libano
- Supercoppa di Libano
- Coppa d'Élite libanese
- Challenge Cup libanese
- Coppa della Federazione libanese (soppressa)

## Nazionale
Il Libano ospitò la fase conclusiva della Coppa d'Asia del 2000, dove fu eliminato alla fase a gironi. Ha partecipato alla fase finale della Coppa d'Asia 2019, vincendo la sua prima partita della competizione il 17 gennaio 2019 contro la Corea del Nord, ma ha mancato per poco l'accesso alla fase a eliminazione diretta per via della regola del fair-play.